# Mario Murillo
Mario Murillo   (Heredia, 24 de gener de 1927 - Costa Rica, 22 de novembre de 2012) fou un futbolista costa-riqueny de la dècada de 1950.
Fou 12 cops internacional amb la selecció de Costa Rica.
Pel que fa a clubs, destacà a C.S. Herediano, Moctezuma de Orizaba i Tiburones Rojos de Veracruz.